# Laena

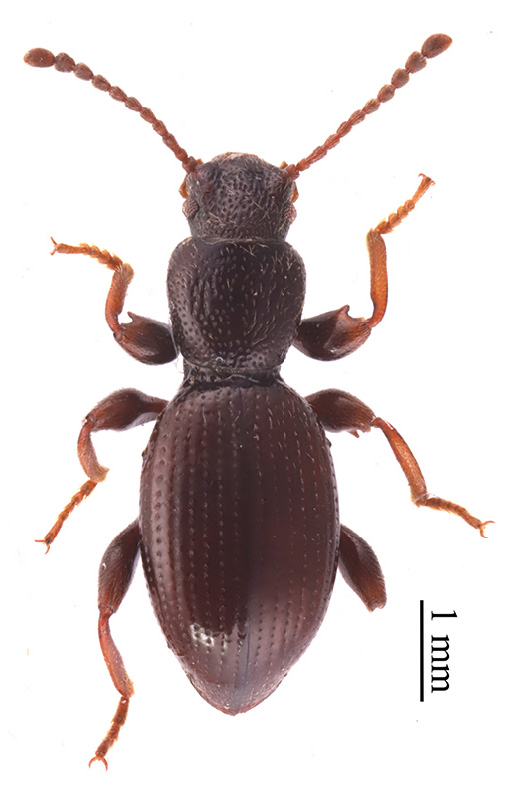
Laena fengileana

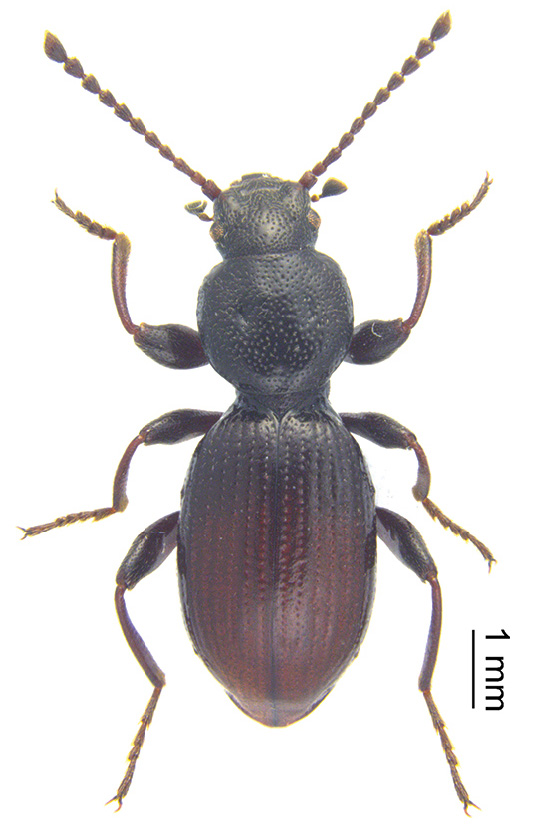
Laena langmusica

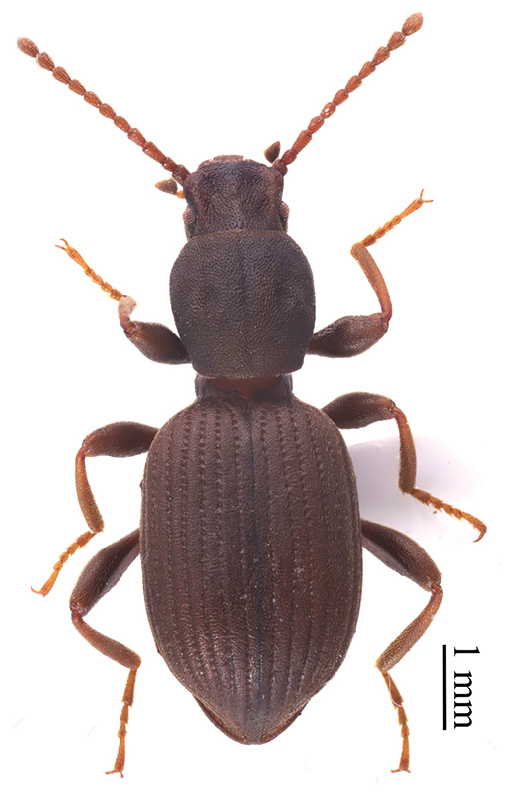
Laena bifoveolata

Laena – rodzaj chrząszczy z rodziny czarnuchowatych i podrodziny omiękowatych. Obejmuje blisko pół tysiąca opisanych gatunków.

## Morfologia
Chrząszcze o ciele wydłużonym, przypominające pokrojem biegaczowate z rodzaju stromka. Ubarwienie mają rdzawobrązowe do brunatnoczarnego. Oskórek jest lśniący, wyraźnie punktowany, skąpo i drobno owłosiony. Głowa ma niewielkie, bocznie ulokowane, niewcięte występem policzka oczy. Głaszczki szczękowe mają ostatni z członów mały i trójkątnie rozszerzony. Ostatni człon czułków jest największy. Przedplecze jest wyraźnie szersze od głowy, w tylnej części najwęższe. Owalne, wyraźnie od przedplecza szersze pokrywy mają równomiernie punktowane rzędy i wypukłe międzyrzędy. Odnóża są krótkie, dysponują grubymi udami i nieco zakrzywionymi łukowato goleniami.

## Ekologia i występowanie
Owady te zasiedlają lasy i ich skraje, lasostepy, stepy, półpustynie i góry, aż po piętro alpejskie. Są mykofagiczne. Larwy i poczwarki znajduje się w butwiejącym drewnie, a w przypadku gatunków sucholubnych w glebie. Osobniki dorosłe znajdywane są głównie w butwiejącym drewnie, pod odstającą korą, w ściółce i pod kamieniami; wykazują aktywność zmierzchową.
Rodzaj palearktyczny, największą różnorodność osiągający w rejonie Himalajów i w Chinach. W Europie Środkowej reprezentowany jest przez dwa gatunki, L. reitteri i L. viennensis, z których tylko ten pierwszy dociera do Polski (do części południowo-wschodniej).

## Taksonomia
Takson ten wprowadził w 1821 roku Pierre F.M.A. Dejean. Gatunkiem typowym wyznaczony został Scaurus viennensis, opisany w 1807 roku przez Jacoba Sturma.
Do rodzaju zalicza się około 490 opisanych gatunków:

- Laena acco (Masumoto, 1996)
- Laena acuticollis (Kaszab, 1978)
- Laena acutidentata Wei et Ren, 2021
- Laena adriani (Schawaller, 2001)
- Laena aenea (Schuster, 1926)
- Laena affinis (Schuster, 1935)
- Laena africana (Endrödy-Younga et Schawaller, 2002)
- Laena alaiensis (Reitter, 1906)
- Laena alesi (Schawaller, 2008)
- Laena alexanderi (Schawaller, 1995)
- Laena almorensis (Schuster, 1926)
- Laena alpina (Kaszab, 1977)
- Laena alternata (Reitter, 1885)
- Laena alticola (Blair, 1923)
- Laena amplofemura Wei et Ren, 2018
- Laena amrishi Makhan, 2018
- Laena angkhangensis (Masumoto, 1996)
- Laena anglofemura Wei et Ren, 2018
- Laena angorensis (Reitter, 1900)
- Laena angulifemoralis (Masumoto, 1996)
- Laena angusta (Weise, 1878)
- Laena annapurna (Schawaller, 2002)
- Laena apfelbecki Schuster, 1915
- Laena armidenta Wei et Ren, 2018
- Laena arun (Schawaller, 2002)
- Laena assingi Schawaller, 2020
- Laena atripennis Pic, 1919
- Laena augur (Kaszab, 1973)
- Laena auliensis (Reitter, 1902)
- Laena badakschanica (Kaszab, 1960)
- Laena badrinathica Schawaller, 2009
- Laena baiorum (Schawaller, 2008)
- Laena baishuica (Schawaller, 2001)
- Laena baogua Schawaller, 2021
- Laena baoshanica (Schawaller, 2008)
- Laena barclayi Schawaller, 2009
- Laena barkamica (Schawaller, 2008)
- Laena barypithoides (Schuster, 1916)
- Laena basumtsoica (Schawaller, 2008)
- Laena baudii (Weise, 1878)
- Laena becvari (Schawaller, 2001)
- Laena beesoni (Schuster, 1935)
- Laena bembidion (Kaszab, 1973)
- Laena benderaica Schawaller, 2014
- Laena berembanensis (Schawaller, 1995)
- Laena bhatiai (Schuster, 1935)
- Laena bhutanensis (Kaszab, 1975)
- Laena bicolor (Schuster, 1926)
- Laena bidentata Zhao et Ren, 2012
- Laena bifoveolata (Reitter, 1889)
- Laena bikhebhanjangensis (Masumoto, 1990)
- Laena blairi (Schuster, 1926)
- Laena bodemeyeri (Reitter, 1903)
- Laena bohrni (Schawaller, 2008)
- Laena bomdilaica Schawaller, 2018
- Laena bowaica (Schawaller, 2001)
- Laena bozdagica Schawaller, 2020
- Laena brahmae (Masumoto, 1990)
- Laena brancuccii Schawaller, 2014
- Laena breiti Schuster, 1916
- Laena brendelli (Schawaller, 2001)
- Laena brevicarina Wei et Ren, 2021
- Laena brevipennis (Reitter, 1901)
- Laena brinchangensis (Schawaller, 1995)
- Laena broscosomoides (Kaszab, 1977)
- Laena brunkei Schawaller et Bellersheim, 2023
- Laena burckhardti (Schawaller, 1998)
- Laena businskyorum (Schawaller, 2001)
- Laena byzantina Apfelbeck, 1901
- Laena cameroni (Schuster, 1926)
- Laena cameronica (Schawaller, 1995)
- Laena cardiothorax (Kaszab, 1978)
- Laena carinata (Schuster, 1926)
- Laena carinipennis (Schuster, 1935)
- Laena carolinae (Schuster, 1935)
- Laena caucasica (Motschulsky, 1845)
- Laena centroindica Schawaller, 2018
- Laena ceratina Wei et Ren, 2020
- Laena champasaka (Schawaller, 2006)
- Laena championi (Schuster, 1926)
- Laena chatkalica (Schawaller, 1995)
- Laena chatterjeei (Schuster, 1935)
- Laena chaukiensis (Masumoto, 1990)
- Laena chejuana (Chujo, 1992)
- Laena chetri (Schawaller, 2002)
- Laena chileyla Schawaller, 2012
- Laena chiloriluxa Xiao-Lin et Guo-Dong, 2012
- Laena chinensis (Kaszab, 1965)
- Laena chitralica Schawaller, 2014
- Laena cholanica (Schawaller, 2001)
- Laena chomolungma (Schawaller, 2002)
- Laena chunyang Schawaller, 2021
- Laena clivinoides Baudi, 1876
- Laena clypealis (Fairmaire, 1896)
- Laena confusa (Loebl et Schawaller, 2008)
- Laena coniceps (Kaszab, 1973)
- Laena consimilis (Kaszab, 1973)
- Laena constricta (Yablokov-Khnzoryan, 1953)
- Laena convexicollis (Reitter, 1908)
- Laena cooteri (Schawaller, 2008)
- Laena corallipes (Reitter, 1908)
- Laena costata Wang, Wei et Ren, 2024
- Laena crenulicollis (Kaszab, 1977)
- Laena cribella (Reitter, 1908)
- Laena cribrella (Reitter, 1908)
- Laena cuccodoroi Schawaller, 2012
- Laena curvipes (Desbrochers des Loges, 1881)
- Laena cylindrica (Schuster, 1926)
- Laena dabashanica (Schawaller, 2008)
- Laena daliensis (Masumoto et Yin, 1994)
- Laena dampaensis (Kaszab, 1975)
- Laena darjeelingiana (Kaszab, 1938)
- Laena davidi (Schawaller, 2008)
- Laena daxueica (Schawaller, 2001)
- Laena dayaoshanensis Wei et Ren, 2024
- Laena dedita (Kaszab, 1973)
- Laena dentata Xiao-Lin et Guo-Dong, 2012
- Laena dentatocrassa Xiao-Lin et Guo-Dong, 2012
- Laena denticollis (Schuster, 1926)
- Laena denticrus (Fairmaire, 1896)
- Laena dentipennis (Reitter, 1908)
- Laena dentipes (Schuster, 1935)
- Laena dentithoraxa Wei et Ren, 2023
- Laena dentitibia (Reitter, 1901)
- Laena denudata (Kaszab, 1975)
- Laena deplanata (Weise, 1878)
- Laena deqenica (Schawaller, 2001)
- Laena dhorpatanica (Kaszab, 1977)
- Laena diancangica (Schawaller, 2001)
- Laena dickorei (Schawaller, 2001)
- Laena dilutella (Solsky, 1881)
- Laena dongchuana Zhao et Ren, 2021
- Laena dumialensis (Nakane, 1966)
- Laena edda (Reitter, 1906)
- Laena edentata Zhao et Ren, 2020
- Laena edmundi (Schuster, 1915)
- Laena elburzica Schawaller, 2009
- Laena ellenae Schawaller, 2014
- Laena emeishana (Masumoto, 1996)
- Laena espagnoli (Kaszab, 1965)
- Laena etalinica Schawaller, 2018
- Laena exjuncta Zhao et Ren, 2012
- Laena ezimai (Masumoto et Akita, 2001)
- Laena faillei Schawaller et Bellersheim, 2023
- Laena fangensis (Masumoto, 1996)
- Laena fangjingshanana (Ren et Hua, 2006)
- Laena fanjingshanana (Ren et Hua, 2006)
- Laena farkaci (Schawaller, 2008)
- Laena fengileana (Masumoto, 1996)
- Laena ferruginea Küster, 1846
- Laena fikaceki Schawaller, 2012
- Laena flatiforeheada Wei et Ren, 2018
- Laena flavicincta (Kaszab, 1938)
- Laena flectotibia Zhao et Ren, 2012
- Laena formaneki (Schuster, 1916)
- Laena fouquei (Schawaller, 2008)
- Laena franzi (Kaszab, 1973)
- Laena franziana (Kaszab, 1973)
- Laena fraserensis (Schawaller, 1995)
- Laena freudei (Kaszab, 1961)
- Laena fulunga (Kaszab, 1973)
- Laena gairibasensis (Masumoto, 1990)
- Laena galyatica Schawaller, 2014
- Laena ganglbaueri Reitter, 1891
- Laena ganzica (Schawaller, 2001)
- Laena gaoligongica (Schawaller, 2008)
- Laena gardneri (Schuster, 1935)
- Laena gebieni (Reitter, 1906)
- Laena geiseri Schawaller, 2014
- Laena gentingica (Schawaller, 1995)
- Laena gialaica (Schawaller, 2006)
- Laena gigantea (Schuster, 1940)
- Laena glabridentipa Wei et Ren, 2021
- Laena glabriuscula (J. R. Sahlberg, 1908)
- Laena goetzi (Kaszab, 1970)
- Laena gomcheyensis (Masumoto, 1990)
- Laena gracilis (Schuster, 1926)
- Laena graeca Weise, 1878
- Laena grandis (Schuster, 1935)
- Laena grebennikovi Schawaller, 2021
- Laena guangxica (Schawaller, 2008)
- Laena guizhouica (Schawaller, 2008)
- Laena gyalthangica (Schawaller, 2008)
- Laena gyamdaica (Schawaller, 2001)
- Laena gyatsoi Schawaller, 2018
- Laena habashanica (Schawaller, 2001)
- Laena haigouica (Schawaller, 2001)
- Laena hainanica Schawaller et Bellersheim, 2023
- Laena hajeki Schawaller et Bellersheim, 2023
- Laena hanzhongana Wei et Ren, 2018
- Laena hartmanni (Schawaller, 2002)
- Laena hauseri (Reitter, 1906)
- Laena hazaraca Schawaller, 2014
- Laena heinzi (Schawaller, 2001)
- Laena hengduanica (Schawaller, 2001)
- Laena herbertfranzi (Kaszab, 1973)
- Laena heydeni Weise, 1880
- Laena himalayana (Schuster, 1915)
- Laena hingstoni (Schuster, 1926)
- Laena hiranoi (Masumoto et Akita, 2001)
- Laena hirtella (Solsky, 1881)
- Laena hirtipes Reitter, 1881
- Laena hlavaci (Schawaller, 2008)
- Laena hoanglienensis (Masumoto, 1996)
- Laena holdhausi (Schuster, 1916)
- Laena holzschuhi Schawaller, 2012
- Laena honba Schawaller et Bellersheim, 2023
- Laena hongkongica Schawaller et Aston, 2017
- Laena hongqiao Song, Zhou, Chen, Lin et Zhu, 2019
- Laena hopffgarteni Weise, 1878
- Laena houzhenzica (Schawaller, 2001)
- Laena hubeica (Schawaller, 2001)
- Laena hui Wei et Ren, 2024
- Laena hystrix (Masumoto, 1996)
- Laena imurai (Masumoto, 1996)
- Laena incomperta (Kaszab, 1973)
- Laena indica (Fairmaire, 1896)
- Laena insularis (Kaszab, 1964)
- Laena interrupta Schuster, 1935
- Laena inthanonica (Schawaller, 2006)
- Laena irregularis (Schuster, 1935)
- Laena jalaorana (Reitter, 1908)
- Laena janatai (Schawaller, 2008)
- Laena jasarensis (Schawaller, 1995)
- Laena jeraica Schawaller, 2014
- Laena jiangxica (Schawaller, 2008)
- Laena jinpingica (Schawaller, 2008)
- Laena jizushana (Masumoto, 1996)
- Laena jocheni (Schawaller, 2006)
- Laena johoria Schawaller et Bellersheim, 2024
- Laena jumlana (Kaszab, 1975)
- Laena justinae (Reitter, 1887)
- Laena kabakovi Schawaller, 2010
- Laena kachinorum Schawaller, 2009
- Laena kaghanica Schawaller, 2014
- Laena kalabi (Schawaller, 2008)
- Laena kaliensis (Schuster, 1935)
- Laena kangchendzongensis (Masumoto, 1990)
- Laena kangdingica (Schawaller, 2001)
- Laena karakorumensis (Kaszab, 1961)
- Laena kaschmirensis (Reitter, 1906)
- Laena kaszabi (Masumoto, 1990)
- Laena kaufmanni Reitter, 1881
- Laena kelantanica Schawaller, 2014
- Laena kenyirica (Schawaller, 2006)
- Laena kephakensis (Masumoto, 1990)
- Laena khaolaka (Schawaller, 2006)
- Laena khumbuana (Kaszab, 1977)
- Laena kiyoshii (Schawaller, 2006)
- Laena korbi (Heyden, 1890)
- Laena kraatzi Weise, 1878
- Laena kraatzii (Weise, 1878)
- Laena kresli Schawaller, 2014
- Laena krueperi (Reitter, 1881)
- Laena kubani (Schawaller, 2001)
- Laena kuluana (Reitter, 1908)
- Laena kunarica Schawaller, 2010
- Laena kurbatovi (Schawaller, 2006)
- Laena lacordairei (Marseul, 1876)
- Laena lacordairii (Marseul, 1876)
- Laena ladakhica Schawaller, 2014
- Laena laevigata (Schuster, 1926)
- Laena laevipennis (Schuster, 1926)
- Laena lamjurensis (Masumoto, 1990)
- Laena langmusica (Schawaller, 2001)
- Laena larutica Schawaller, 2018
- Laena latitarsia Wei et Ren, 2020
- Laena lawaraica Schawaller, 2014
- Laena lebedevi (Roubal, 1929)
- Laena ledangica Schawaller et Bellersheim, 2024
- Laena lederi (Weise, 1878)
- Laena leonhardi (Schuster, 1916)
- Laena liangi Xiao-Lin et Guo-Dong, 2012
- Laena lianhua Schawaller et Bellersheim, 2023
- Laena libanotica (Reitter, 1885)
- Laena lilliputana (Kaszab, 1968)
- Laena limbu (Schawaller, 2002)
- Laena lindbergi (Kaszab, 1959)
- Laena lisuorum (Schawaller, 2008)
- Laena loebli (Schawaller, 1998)
- Laena logshengica Schawaller et Bellersheim, 2023
- Laena longichaeta Wei et Ren, 2018
- Laena longicollis (Weise, 1878)
- Laena longipilis (Schuster, 1926)
- Laena longula Marseul, 1876
- Laena loricera (Kaszab, 1973)
- Laena ludingica (Schawaller, 2001)
- Laena luguica (Schawaller, 2001)
- Laena luhuoica (Schawaller, 2001)
- Laena luprops (Kaszab, 1973)
- Laena magar (Schawaller, 2002)
- Laena magarkensis (Masumoto, 1990)
- Laena malakkaensis (Schawaller, 1995)
- Laena malaysica (Schawaller, 1995)
- Laena manang (Schawaller, 2002)
- Laena mandalayica Schawaller, 2018
- Laena mandli (Kaszab, 1975)
- Laena maowenica (Schawaller, 2008)
- Laena martensi (Kaszab, 1973)
- Laena marthae (Reitter, 1881)
- Laena martinhauseri (Schawaller, 2002)
- Laena masumotoi (Schawaller, 1998)
- Laena medvedevi Wei et Ren, 2019
- Laena merditana Schuster, 1916
- Laena merkli Weise, 1883
- Laena merklottoi (Masumoto, 1990)
- Laena miandamica Schawaller, 2014
- Laena michaeli (Schawaller, 2008)
- Laena minima (Motschulsky, 1858)
- Laena minuta (Fairmaire, 1896)
- Laena mirabilis (Kaszab, 1970)
- Laena moguntia (Schawaller, 2006)
- Laena monpa Schawaller, 2018
- Laena moodlungensis (Masumoto, 1990)
- Laena motogana Xiao-Lin et Guo-Dong, 2012
- Laena mounigouica Wei et Ren, 2023
- Laena moxica (Schawaller, 2008)
- Laena mulica (Schawaller, 2001)
- Laena mussoorica Schawaller, 2009
- Laena nana Wei et Ren, 2024
- Laena naxiorum (Schawaller, 2008)
- Laena nepalensis (Jedlicka, 1965)
- Laena newar (Schawaller, 2002)
- Laena nigritissima (Reitter, 1906)
- Laena nishikawai (Masumoto, 1990)
- Laena nitida (Schuster, 1935)
- Laena nuda Zhao et Ren, 2021
- Laena nujiangica (Schawaller, 2008)
- Laena nyingchica (Schawaller, 2001)
- Laena oblonga Wei et Ren, 2019
- Laena obscuricornis (Reitter, 1900)
- Laena ocys (Kaszab, 1973)
- Laena oedipus (Kaszab, 1977)
- Laena oertzeni Reitter, 1885
- Laena opaca (Kaszab, 1970)
- Laena opacicollis (Kaszab, 1970)
- Laena orbicollis (Schuster, 1926)
- Laena osmanlis Reitter, 1906
- Laena ovipennis (Schuster, 1926)
- Laena pacholatkoi Schawaller, 2014
- Laena pahakhola (Schawaller, 2002)
- Laena pakistanica (Kaszab, 1962)
- Laena paomaica (Schawaller, 2001)
- Laena parallelocollis (Schuster, 1926)
- Laena parateneta (Kaszab, 1973)
- Laena parkeri (Schuster, 1935)
- Laena parvidens (Reitter, 1890)
- Laena parvula (Reitter, 1885)
- Laena penangica Schawaller, 2014
- Laena phithangensis (Masumoto, 1990)
- Laena pici (Reitter, 1900)
- Laena piligera (Weise, 1878)
- Laena pilosissima Reitter, 1906
- Laena pimelia (Duftschmid, 1812)
- Laena planipennis (Schuster, 1926)
- Laena pokharana (Kaszab, 1973)
- Laena prehimalayaica (Kaszab, 1977)
- Laena prehimalayica (Kaszab, 1977)
- Laena pseudofranzi (Kaszab, 1975)
- Laena pseudosiamica (Schawaller, 1998)
- Laena pubella (Solier, 1848)
- Laena puetzi (Schawaller, 2001)
- Laena pulchella Fischer de Waldheim, 1824
- Laena punctatissima (Schuster, 1926)
- Laena puncticollis (Schuster, 1935)
- Laena punctiventris (Schuster, 1926)
- Laena punctulata Wei et Ren, 2018
- Laena putaoica Schawaller, 2009
- Laena qinlingica (Schawaller, 2001)
- Laena quadrata Xiao-Lin et Guo-Dong, 2012
- Laena quadricollis (Weise, 1878)
- Laena quadrifoveolata Wei et Ren, 2018
- Laena quinquagesima (Schawaller, 2008)
- Laena rai (Schawaller, 2002)
- Laena raropuncta Wei et Ren, 2021
- Laena reitteri Weise, 1877
- Laena reuteri Schawaller, 2009
- Laena rhododendri (Kaszab, 1977)
- Laena riedeli (Schawaller, 1995)
- Laena robusta (Reitter, 1906)
- Laena rolandi (Schawaller, 2006)
- Laena rosti (Reitter, 1906)
- Laena rotundicollis (Marseul, 1876)
- Laena rubiginosa (Solier, 1848)
- Laena rubripes (Reitter, 1908)
- Laena rugosa (Schuster, 1916)
- Laena rugulosa Wei et Ren, 2021
- Laena rupalica Schawaller, 2014
- Laena ruthmuellerae (Endrödy-Younga et Schawaller, 2002)
- Laena safraneki (Schawaller, 2001)
- Laena sagarmatha (Schawaller, 2002)
- Laena sakaii (Masumoto, 1990)
- Laena sandakphuensis (Masumoto, 1990)
- Laena sapa (Masumoto, 1996)
- Laena schillhammeri Schawaller, 2018
- Laena schmidti (Schawaller, 2002)
- Laena schuelkei (Schawaller, 2001)
- Laena schulkei (Schawaller, 2001)
- Laena schulzi (Schawaller, 2006)
- Laena schusteri (Heller, 1923)
- Laena schusteriana (Kaszab, 1973)
- Laena schwarzi Reitter, 1885
- Laena schwendingeri (Schawaller, 1998)
- Laena sehnali (Schawaller, 2008)
- Laena septuagesima (Schawaller, 2008)
- Laena shaanxiica (Masumoto, 1996)
- Laena shaluica (Schawaller, 2001)
- Laena sherpa (Schawaller, 2002)
- Laena shunichii (Masumoto, 1990)
- Laena siamica (Kaszab, 1973)
- Laena silvicola (Kaszab, 1973)
- Laena similis (Schuster, 1926)
- Laena simillima (Schuster, 1935)
- Laena simlaica Schawaller, 2009
- Laena singalilensis (Masumoto, 1990)
- Laena smetanai (Schawaller, 2001)
- Laena spaethi (Schuster, 1916)
- Laena sparsepunctata (Kaszab, 1970)
- Laena spinicla Wei et Ren, 2021
- Laena starcki Weise, 1887
- Laena strigosa (Kaszab, 1973)
- Laena striolata (Reitter, 1900)
- Laena studiosa (Kaszab, 1973)
- Laena subalpina (Kaszab, 1977)
- Laena subcoeca (Kaszab, 1973)
- Laena sufflofemora Wei et Ren, 2020
- Laena sulcata (Schuster, 1915)
- Laena swatica Schawaller, 2014
- Laena syriaca Baudi, 1876
- Laena tabanai (Masumoto, 1998)
- Laena tachysoides (Kaszab, 1973)
- Laena taipingica (Schawaller, 1995)
- Laena takara (Chujo, 1996)
- Laena takolana (Kaszab, 1973)
- Laena tamang (Schawaller, 2002)
- Laena tamdaoensis (Masumoto, 1996)
- Laena tamur (Schawaller, 2002)
- Laena tanahratica Schawaller, 2014
- Laena tawang Schawaller, 2012
- Laena tenga Schawaller, 2012
- Laena thailandica (Kaszab et Chujo, 1966)
- Laena thameogensis (Masumoto, 1990)
- Laena theana (Reitter, 1900)
- Laena thimphuica Schawaller, 2012
- Laena thodunga (Kaszab, 1973)
- Laena tibetana (Schuster, 1916)
- Laena tibialis (Schuster, 1926)
- Laena tonkinensis (Schuster, 1926)
- Laena tramtonica Schawaller et Bellersheim, 2023
- Laena transversicollis (Schuster, 1926)
- Laena tryznai (Schawaller, 2001)
- Laena tumidoculata (Masumoto, 1996)
- Laena tuntalica (Schawaller, 2001)
- Laena turcica (Reitter, 1900)
- Laena turkestanica (Reitter, 1897)
- Laena turnai (Schawaller, 2001)
- Laena uenoi (Masumoto, 1989)
- Laena viennensis (Sturm, 1807)
- Laena vietnamica (Masumoto, 1995)
- Laena villosa (Schuster, 1935)
- Laena villosula (Motschulsky, 1851)
- Laena vishnua (Masumoto, 1990)
- Laena walkeri Schawaller et Aston, 2017
- Laena wanensis (Schuster, 1940)
- Laena wannian Schawaller, 2021
- Laena watanabei (Masumoto et Yin, 1993)
- Laena waygalica Schawaller, 2010
- Laena weisei Reitter, 1878
- Laena wittmeri (Kaszab, 1973)
- Laena wolongica (Schawaller, 2001)
- Laena wrasei (Schawaller, 2001)
- Laena xiaoi (Masumoto et Yin, 1994)
- Laena xuerenensis (Masumoto, 1996)
- Laena xueshanica (Schawaller, 2008)
- Laena yajiangica (Schawaller, 2001)
- Laena yasuakii (Masumoto, 1996)
- Laena yodai (Kaszab, 1970)
- Laena youcida (Masumoto, 1996)
- Laena yuanbaoica Schawaller et Bellersheim, 2023
- Laena yufengsi (Masumoto, 1996)
- Laena yulongica (Schawaller, 2001)
- Laena yunnanensis (Masumoto et Yin, 1994)
- Laena yusmargica Schawaller, 2014
- Laena yuzhuensis (Masumoto et Yin, 1994)
- Laena zhengi Zhao et Ren, 2011
- Laena zogqenica (Schawaller, 2001)
- Laena zongdianica (Schawaller, 2001)
- Laena zurstrasseni Kaszab, 1977